# Alerta Bihotza
Alerta Bihotza es el segundo álbum lanzado al mercado por la banda de rock mestizo Che Sudaka.
Fue publicado por la discográfica K Industria en 2005 y contó con las colaboraciones de Fermin Muguruza, Cheb Balowski y Gambeat

## Lista de canciones
1. Alerta Bihotza
2. Bam*Bam
3. Sólo uno mismo
4. La Cacerola
5. Bihotza
6. Salta Galera
7. La Guerra
8. Somos más -qué difícil-
9. A decir
10. Too Much
11. Grito paz
12. Amores - Trenecillo
13. Cosmopolitan
14. Sin Papeles
15. Taliban
16. No te voy a Adorar
17. Per la Strada